# Cratere Tung Yüan
Tung Yüan  è un cratere sulla superficie di Mercurio.